# Megagrapha europaea
Megagrapha europaea är en tvåvingeart som beskrevs av Papp och Foldvari 2001. Megagrapha europaea ingår i släktet Megagrapha och familjen puckeldansflugor.
Artens utbredningsområde är Ungern. Inga underarter finns listade i Catalogue of Life.